# Lijst van nummer 1-hits in de UK Singles Chart in 2019
Deze hits stonden in 2019 op nummer 1 in de UK Singles Chart:
| Nummer | Datum        | Artiest                       | Titel                                    |
| ------ | ------------ | ----------------------------- | ---------------------------------------- |
| 1349   | 4 januari    | Ava Max                       | Sweet but psycho                         |
|        | 11 januari   | Ava Max                       | Sweet but psycho                         |
|        | 18 januari   | Ava Max                       | Sweet but psycho                         |
| 1350   | 25 januari   | Ariana Grande                 | 7 rings                                  |
|        | 1 februari   | Ariana Grande                 | 7 rings                                  |
|        | 8 februari   | Ariana Grande                 | 7 rings                                  |
| 1351   | 15 februari  | Ariana Grande                 | Break up with your girlfriend, I'm bored |
| 1350   | 22 februari  | Ariana Grande                 | 7 rings                                  |
| 1352   | 1 maart      | Lewis Capaldi                 | Someone you loved                        |
|        | 8 maart      | Lewis Capaldi                 | Someone you loved                        |
|        | 15 maart     | Lewis Capaldi                 | Someone you loved                        |
|        | 22 maart     | Lewis Capaldi                 | Someone you loved                        |
|        | 29 maart     | Lewis Capaldi                 | Someone you loved                        |
|        | 5 april      | Lewis Capaldi                 | Someone you loved                        |
|        | 12 april     | Lewis Capaldi                 | Someone you loved                        |
| 1353   | 19 april     | Lil Nas X & Billy Ray Cyrus   | Old town road                            |
|        | 26 april     | Lil Nas X & Billy Ray Cyrus   | Old town road                            |
| 1354   | 3 mei        | Stormzy                       | Vossi bop                                |
|        | 10 mei       | Stormzy                       | Vossi bop                                |
| 1355   | 17 mei       | Ed Sheeran & Justin Bieber    | I don't care                             |
|        | 24 mei       | Ed Sheeran & Justin Bieber    | I don't care                             |
|        | 31 mei       | Ed Sheeran & Justin Bieber    | I don't care                             |
|        | 7 juni       | Ed Sheeran & Justin Bieber    | I don't care                             |
|        | 14 juni      | Ed Sheeran & Justin Bieber    | I don't care                             |
|        | 21 juni      | Ed Sheeran & Justin Bieber    | I don't care                             |
|        | 28 juni      | Ed Sheeran & Justin Bieber    | I don't care                             |
|        | 5 juli       | Ed Sheeran & Justin Bieber    | I don't care                             |
| 1356   | 12 juli      | Shawn Mendes & Camila Cabello | Señorita                                 |
| 1357   | 19 juli      | Ed Sheeran & Khalid           | Beautiful people                         |
| 1356   | 26 juli      | Shawn Mendes & Camila Cabello | Señorita                                 |
|        | 2 augustus   | Shawn Mendes & Camila Cabello | Señorita                                 |
|        | 9 augustus   | Shawn Mendes & Camila Cabello | Señorita                                 |
|        | 16 augustus  | Shawn Mendes & Camila Cabello | Señorita                                 |
|        | 23 augustus  | Shawn Mendes & Camila Cabello | Señorita                                 |
| 1358   | 30 augustus  | Ed Sheeran & Stormzy          | Take me back to London                   |
|        | 6 september  | Ed Sheeran & Stormzy          | Take me back to London                   |
|        | 13 september | Ed Sheeran & Stormzy          | Take me back to London                   |
|        | 20 september | Ed Sheeran & Stormzy          | Take me back to London                   |
|        | 27 september | Ed Sheeran & Stormzy          | Take me back to London                   |
| 1359   | 4 oktober    | Tones and I                   | Dance monkey                             |
|        | 11 oktober   | Tones and I                   | Dance monkey                             |
|        | 18 oktober   | Tones and I                   | Dance monkey                             |
|        | 25 oktober   | Tones and I                   | Dance monkey                             |
|        | 1 november   | Tones and I                   | Dance monkey                             |
|        | 8 november   | Tones and I                   | Dance monkey                             |
|        | 15 november  | Tones and I                   | Dance monkey                             |
|        | 22 november  | Tones and I                   | Dance monkey                             |
|        | 29 november  | Tones and I                   | Dance monkey                             |
|        | 6 december   | Tones and I                   | Dance monkey                             |
|        | 13 december  | Tones and I                   | Dance monkey                             |
| 1360   | 20 december  | LadBaby                       | I love sausage rolls                     |
| 1361   | 27 december  | Ellie Goulding                | River                                    |